# Disney Sports: Football
Disney Sports: Football (Disney Sports: Soccer) est un jeu vidéo de football développé et édité par Konami, sorti en 2002 sur GameCube et Game Boy Advance.

## Accueil
- Jeux vidéo Magazine : 13/20[1]